# تغییر اجباری دین

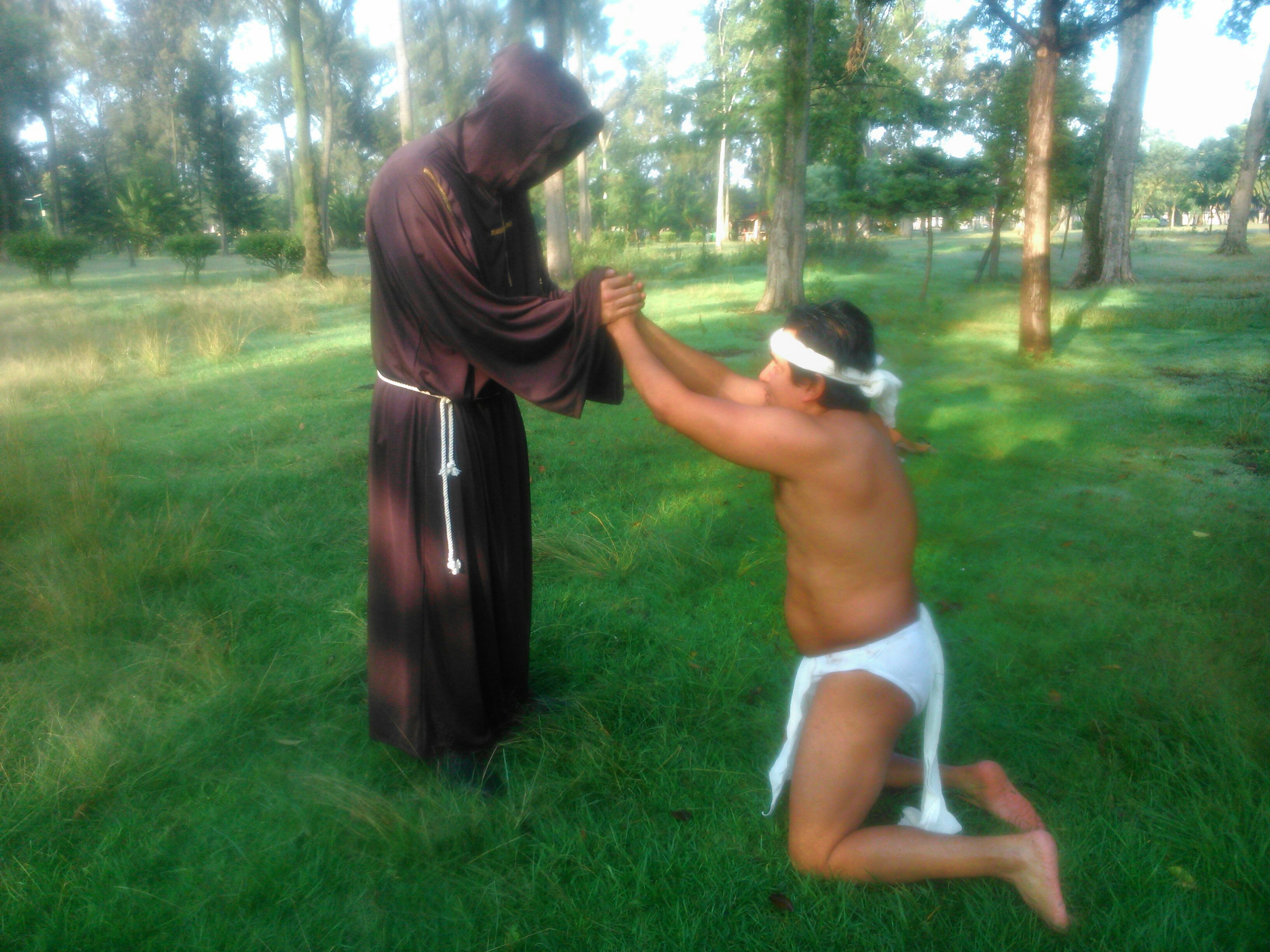
نماد تغییر اجباری دین

تغییر اجباری دین، گرویدن اجباری دین یک نوع تغییر دین یا پذیرش فلسفه برخلاف اراده خود است، که معمولاً در نتیجه تهدید به مجازات دنیوی یا آزار اتفاق می‌افتد. این نتایج ممکن است از دست دادن شغل یا انزوای اجتماعی، شکنجه یا مرگ باشند. کسی که مجبور به گرویدن به یک دین یا بی‌دینی شده‌است، ممکن است به‌طور پنهانی به اعتقادات و اعمالی که در ابتدا در او وجود داشته پایبند باشد، در حالی که ظاهراً مانند یک معتقد به یک دین دیگر رفتار می‌کند. یهودیت مخفی، مسیحیت مخفی، مسلمانی مخفی و پیگنیسم مخفی نمونه‌های تاریخی هستند.

## یهودیت
در زمان حشمونیان پادشاهی ادومها بسته به منبع، با تهدید به تبعید یا مرگ مجبور به گرویدن به یهودیت شدند.
هارولد دبلیو آتریج در یوسبیوس، مسیحیت و یهودیت ادعا می‌کند که روایت یوسف فلاوی دقیق بوده و الکساندر یانائوس (حدود ۸۰ پیش از میلاد) شهر پلا، اردن در موأب، را ویران کرده‌است؛ زیرا ساکنان از پذیرش آداب و رسوم ملی یهودیان خودداری کردند. موریس سارتر در مورد سیاست یهودی سازی اجباری اتخاذ شده توسط هورکانوس، اریستوبولوس یکم و الکساندر یانائوس" می‌نویسد، که «به مردم تسخیر شده یک انتخاب بین اخراج یا تغییر دین را پیشنهاد دادند.» ویلیام هوربری فرض می‌کند که جمعیت کوچک یهودی موجود در گالیله سفلی با تغییر دین اجباری در حدود ۱۰۴ قبل از میلاد به‌طور گسترده گسترش یافته‌است.
در سال ۲۰۰۹، بی‌بی‌سی ادعا کرد که در سال ۵۲۴ پس از میلاد حمیر که یهودیت را به عنوان دین دولتی «دفاکتو» دو قرن پیش از آن به رهبری پادشاه یوسف پذیرفته بود. ذونواس، به ساکنان روستایی در منطقه کنونی عربستان سعودی پیشنهاد داده بود که بین گرویدن به یهودیت یا مرگ انتخاب کنند و در آن زمان ۲۰۰۰۰ مسیحی قتل‌عام شدند. در زمان سلطنت ذو نواس، یک فرایند انتقال قدرت سیاسی آغاز شد و در طی آن، پادشاهی هیمیاری خراج‌گزار امپراتوری اکسوم شد که مسیحیت را به عنوان دین رسمی خود دو قرن قبل از آن پذیرفته بود. این روند در زمان سلطنت مادیکاریب یفور (۵۱۹–۵۲۲)، مسیحی که توسط اکسومیان منصوب شده بود، تکمیل شد. پس از کشتن پادگان آکسومیت در ظفار، یمن، یک کودتا روی داد و ذو نواس قدرت را به دست گرفت. یک ژنرال علیه شهر نجران، یک واحه عمدتاً مسیحی، با تعداد زیادی یهودی فرستاده شد که از به رسمیت شناختن اقتدار او خودداری کردند. ژنرال راه کاروانی را که نجران را به عربستان شرقی متصل می‌کرد مسدود کرد و همچنین جمعیت مسیحی نجران را مورد آزار و اذیت قرار داد. کمپین ذو نواس در نهایت بین ۱۱۵۰۰ تا ۱۴۰۰۰ کشته و تعداد مشابهی اسیر گرفت.
خشکسالی شدید در قرن ششم پادشاهی حمیر را تضعیف کرد و به فتح نهایی آن توسط امپراتوری اکسوم در سال ۵۲۵ کمک کرد.